# Стельмах, Александр Григорьевич
Александр Григорьевич Стельмах (13 июня 1961, Орджоникидзе) — советский футболист и российский футбольный функционер.

## Биография
На протяжении всей игровой карьеры выступал за команду «Спартак» Орджоникидзе. После дебютного сезона 1981 вылетел с командой во вторую лигу, где отыграл два сезона и стал победителем розыгрыша 1983 года. С 1984 по 1987 год играл за команду первой лиге, после чего завершил игровую карьеру. Всего в составе «Спартака» сыграл 200 матчей.
В 1990-е годы работал на различных должностях в системе клуба «Алания» (бывш. «Спартак» Орджоникидзе). С 2000 по 2001 год был администратором московского «Динамо». В 2002 году получил должность начальника команды в московском ЦСКА и проработал в этой должности до 2008 года, покинув команду после ухода главного тренера Валерия Газзаева. Позднее, спортивный журналист Василий Уткин заявил, что чемпионство «Алании» в 1995 году и чемпионство ЦСКА в 2003 было бы немыслимо без Стельмаха. С 2009 года являлся спортивным директором «Алании», которая в том же году вернулась в Премьер-лигу, где выступала в сезонах 2010 и 2012/13. В 2014 году клуб снялся с розыгрыша ФНЛ и объявил о банкротстве. Против Стельмаха было заведено уголовной дело о растрате 34 миллионов рублей, сам он заявлял, что «выдвинутые обвинения противоречат фактам». В феврале 2016 года дело было прекращено в связи с отсутствием в его действиях состава преступления, но уже в мае того же года следственный комитет возобновил расследование, а сумма растраты увеличилась до 109 миллионов рублей. Также обвинялся в неуплате налогов на сумму более 42 миллионов рублей.
В дальнейшем работал заместителем директора ВЭБ Арены. В январе 2020 года вернулся на должность начальника команды ЦСКА.

## Достижения
«Спартак» Орджоникидзе
- Победитель второй лиги СССР: 1983 (3 зона)